# Nogomet na Mediteranskim igrama 1971.
Nogometni turnir na MI 1971. održavao se u Izmiru u Turskoj od 6. do 16. listopada. 

## Konačni poredak
| Mj. | Država      |
| --- | ----------- |
| 1.  | Jugoslavija |
| 2.  | Tunis       |
| 3.  | Turska      |
| 4.  | Egipat      |
| 5.  | Francuska   |
| 6.  | Grčka       |
| 7.  | Sirija      |

| Pobjednici              |
| ----------------------- |
| Jugoslavija Prvi naslov |